# Episodi speciali di Alex & Co.
Gli episodi speciali di Alex  & Co sono stati trasmessi dal 26 al 29 giugno 2017 su Disney Channel. 
| n° | Titolo              | Prima TV Italia |
| -- | ------------------- | --------------- |
| 1  | Episodio Speciale 1 | 26 giugno 2017  |
| 2  | Episodio Speciale 2 | 27 giugno 2017  |
| 3  | Episodio Speciale 3 | 28 giugno 2017  |
| 4  | Episodio Speciale 4 | 29 giugno 2017  |

## Episodio Speciale 1

### Trama
Una ragazza viene soccorsa dall'ambulanza dopo una grave caduta e viene portata d'urgenza all'ospedale. La ragazza è...Nicole! DUE SETTIMANE PRIMA: Dopo il magnifico bacio al Blue Factory, tra Nicole e Alex si sono risistemate le cose e si sono finalmente riappacificati. Nicole sta scrivendo una nuova canzone. Emma vorrebbe leggere il testo della canzone ma, a rifiuto di Nicole, si mette a cantare davanti a tutti "Live it up!", un tormentone estivo della famosissima popstar Bakia, che è un idolo per Nicole. Matt è sempre più oppresso dalla presenza di James ed è soffocato dai suoi genitori, che gli impediscono di uscire senza il suo autista James. Anche quando esce con Rebecca, deve portarselo dietro. Bakia ha postato una foto sulla rete, rivelando ai suoi fan che è in città per girare un nuovo videoclip, ma la location è tuttora segreta. Ma i fan si sono già messi alla ricerca disperata della popstar. Nicole è in ansia perché Alex le ha chiesto di uscire e si confida con Emma e Rebecca, perché è ancora incerta se il bacio di Alex al Blue Factory sia stato sincero oppure se l'avesse fatto solo perché preso dal momento. In effetti, anche Alex si confida con Matt, dicendogli che ha intenzione di baciare Nicole all'appuntamento. Alex riceve una chiamata dalla troupe di "The Talent": stanno organizzando un'edizione speciale con i vincitori di tutti i paesi, e hanno chiamato per sapere se anche Alex e i suoi amici ci saranno. Alex manda un audio vocale agli altri per sapere se sono con lui. Per l'appuntamento, Alex e Nicole vanno insieme in discoteca, ma Alex non riesce a trovare l'occasione per baciarla, perché il deejay mette su "Live it up!" e i due non riescono a resistere alla canzone. Solo quando vanno al parco, si sdraiano sull'erba e Nicole riesce ad avvistare una stella cadente, sicché esprime il suo desiderio. Nicole rivela ad Alex che il suo desiderio sarebbe che la sua popstar preferita, Bakia, cantasse la canzone che sta componendo. Allora Alex regala a Nicole dei braccialetti brillantinati con la scritta "Together Forever", cosicché Nicole lo bacia e capisce che Alex è davvero ancora innamorato di lei. Alcuni giorni dopo, Nicole mostra a Rebecca ed Emma il bracciale che le ha regalato Alex. Ad un certo punto, sopraggiunge Matt con dei biglietti d'invito che regala alle ragazze, per invitarle alla sua festa di compleanno che si terrà nella sua incantevole villa. Le Lindas sentono della festa, ma Linda è arrabbiata perché non sono state invitate. Purtroppo, la festa è stata organizzata secondo le preferenze dei genitori di Matt: solo musica classica e niente musica pop e tutti i loro noiosissimi amici, oltre che alla sorella di Matt, Soraya, il cugino Rodolfo e soprattutto...Ginevra Blanche di Franconia. Ma le ragazze gli assicurano che si divertirà, finché ci saranno i suoi amici. Linda è felicissima perché ci sarà Ginevra, la più grande fashionblogger del mondo con i suoi 2.874.523 followers, e non può permettersi di non partecipare al gala. Devono andare a tutti i costi alla festa, perciò Linda incarica Giada di scoprire come andarci. È arrivata la serata del gala. Ray fa un po' brutta figura ad Emma con i suoi vestiti e il suo atteggiamento poco consoni a quell'ambiente, mentre Rebecca è preoccupata di non piacere ai genitori di Matt. Le Lindas cercano di entrare alla festa, ma gli agenti di sicurezza non le fanno entrare. Però Samantha ha un piano: mente agli agenti dicendo che lei è Taylor Swift, mentre Giada e Linda sono le sue...cameriere personali. Nonostante la stupidità di Samantha, Le Lindas riescono ad entrare nella villa. Quelli di "The Talent" continuano a chiamare Alex, ma Emma vuole continuare a cantare con Ray, mentre Nicole spera di continuare a scrivere canzoni, quindi Alex non risponde. Linda e Giada si ritrovano nel loro mondo, il mondo dell'alta società, mentre Samantha non sente affatto la differenza. Ginevra riconosce in Alex Nobody, mentre Alex non sa chi sia. Linda spunta fuori all'improvviso e chiede a Ginevra di fare una foto insieme, ma Ginevra la scaccia dandole della perdente e umiliandola davanti al suo peggior nemico, Alex. Matt vuole presentare a Rebecca Sonja e Arturo, i suoi genitori, ma Sonja, che aveva già fatto la conoscenza di Rebecca il giorno dell'esame di diploma di Matt al Conservatorio, non la riconosce. Anzi, invita suo figlio Matt ad aprire le danze danzando con Ginevra: infatti, lei e suo marito Arturo hanno l'intenzione di far mettere insieme Matt e Ginevra. Rebecca ci rimane male perché Matt non ha avuto il coraggio di dire ai suoi genitori che la ragazza ce l'ha ed è proprio Rebecca. Nicole supplica Alex di ballare il valzer con Ginevra per non far stare male Rebecca e alla fine Alex cede e le dice che va bene. Così, Nicole gli dice che l'Universo gli deve un favore. Linda e Giada rimangono incantate da Rodolfo, il cugino di Matt. Nicole esce fuori nel parco della villa e scopre che nella tenuta accanto, si trova la location del videoclip di Bakia. Nicole si arrampica su un muretto per cercare di vedere Bakia da lontano ma, a causa del suono di un allarme, Nicole lascia la presa e cade per terra, sbattendo la testa. Per fortuna, una ragazza che girava di lì per caso trova Nicole stesa per terra e la riconosce perché è una grande fan degli Alex&Co. La ragazza la copre con la sua giacchetta e Nicole riesce a riaprire gli occhi e dice alla ragazza che l'Universo le deve un favore. La ragazza, che si chiama Penny, chiama subito il pronto soccorso, ma non vuole rivelare loro il suo nome. Ad un certo punto, arriva l'ambulanza e la ragazza scappa via, prendendo per sbaglio il braccialetto che Alex aveva regalato a Nicole. Penny cerca di ridarlo a Nicole, ma scappa via per non farsi scoprire da quelli dell'ambulanza che soccorrono Nicole. Finite le danze, Alex esce fuori nel parco per cercare Nicole ma, cercando di contattarla, trova solo il suo telefono su una poltrona...

## Episodio Speciale 2

### Trama
Alex, i suoi amici e i genitori di Nicole hanno saputo della struggente notizia e sono tutti disperati, perché Nicole è...in stato di coma! Alex vorrebbe sapere chi è la ragazza che ha soccorso Nicole e le ha salvato la vita, ma la dottoressa non può dirli di chi si tratta perché la ragazza è scappata appena è venuta l'ambulanza. L'unica cosa che i suoi amici possono fare al momento è aspettare e starle vicino. La troupe di "The Talent World", l'edizione speciale del talent, continua a chiamare Alex ma, siccome sono in condizioni critiche, Alex dice chiaramente ai responsabili di mettere una "X" sul nome Alex&Co. e non chiamarli più. Rebecca ce l'ha con Matt perché ha ballato la sera del suo compleanno con Ginevra e non ha detto ai suoi genitori che la sua ragazza è Rebecca. La notizia del coma di Nicole è arrivata anche alle orecchie delle Lindas e stranamente Linda si sente vuota e non riesce a smettere di pensare a lei. Forse perché lei e Nicole sono nemiche fin dal primo anno, e Linda, senza una nemica alla quale fare dei dispetti, non sa come sfogarsi. Perciò, Linda architetta un piano: risvegliare Nicole, così avrà indietro la sua peggior nemica. Alex si dà la colpa, perché se non avesse ballato con Ginevra, ora Nicole non sarebbe in coma. Alex chiede al paramedico che ha soccorso Nicole se sa qualcosa della ragazza che l'ha salvata, allora il signore gli dà la giacchetta della ragazza, pensando sia di Nicole. Ora, Alex ha un indizio per ritrovare la ragazza. Alex carica su Internet un post che invita la ragazza che ha soccorso Nicole a contattarlo. Penny vede il post, ma non vuole telefonare Alex, perché ha un segreto che non può svelare...Penny rivela alla sua migliore amica, Camilla, anche lei una grande fan degli Alex&Co., che è lei quella che ha salvato la vita a Nicole. Alex scopre da Matt che nella tenuta accanto alla sua villa, stanno girando un videoclip per qualcuno di sconosciuto. Grazie a ciò, Alex ritrova il diario delle canzoni di Nicole sopra al muretto da dove era caduta. Camilla non riesce a credere che la sua migliore amica abbia salvato la vita a una star come Nicole, ma d'altro canto cerca di esortarla a fare audizione con lei per riuscire ad entrare al M.A.R.S, il più famoso liceo musicale al mondo. Penny vorrebbe restituire il braccialetto di "Together Forever", quello che aveva preso per sbaglio da Nicole, ad Alex, ma non sa come fare. Alex corre da Emma per farle vedere il quadernetto di Nicole e le racconta come sono andati i fatti: Nicole aveva scoperto che nella villa accanto a quella di Matt stavano girando il videoclip per Bakia, aveva cercato di arrampicarsi al muretto per vederla più da vicino e, infine, era caduta. Il resto si sa. Ma Alex ha un piano: realizzerà il sogno di Nicole, ovvero far cantare la sua canzone al suo idolo Bakia. Dovranno solo diventare migliori amici della popstar più famosa al mondo...impresa alquanto difficile! Ray informa Emma ed Alex che Bakia sarà ospite speciale a "The Talent World". Alex cerca di far partecipare gli Alex&Co. a "The Talent World", ma ormai la troupe ha già cancellato il loro nome, come li aveva chiesto Alex. Intanto, Emma è riuscita a trovare il contatto telefonico dell'agente di Bakia, Freddy Wolf. Ma Freddy è un osso duro, e non è disposto a passare Bakia ad Alex. L'unica soluzione rimasta è richiamare quelli del talent, ma stavolta sarà la finta agente di Alex, ovvero Emma, a chiamare. Linda, Giada e Samantha si recano all'ospedale dove è ricoverata Nicole perché si vogliono esibire con "Oh my gloss!". Siccome Nicole odia le Lindas più di qualsiasi cosa al mondo, non potrà fare a meno di risvegliarsi pur di farle smettere di cantare. Ma purtroppo Samantha ha sbagliato il numero della stanza e ha fatto solamente perdere tempo a Linda e Giada, oltre che a far saltare all'aria il piano. I genitori di Nicole sono riconoscenti ad Alex e ai suoi amici per tutto quello che fanno. Alex, andando a far visita a Nicole, le confessa che non può stare con le braccia incrociate a far nulla, aspettando che si risvegli dal coma. È disposto a tutto pur di riaverla con sé, anche andare in un'altra città per convincere Bakia a cantare la canzone di Nicole. Ed è quello che farà, infatti. Alex si reca il giorno dopo nell'hotel dove risiedono i cantanti che parteciperanno a "The Talent World" e dove stranamente, si trova anche Penny...

## Episodio Speciale 3

### Trama
Appena arrivato all'hotel, una ragazza, che si chiama Alycia, ferma Alex per dirgli che è lei la ragazza che ha salvato Nicole. Ma Alex riesce subito a capire la menzogna di Alycia e la manda via. Penny cerca di parlare con Alex, ma dopo la bugia della ragazza di prima, le risponde male e se ne va. Penny racconta quello che è successo a Camilla via Skype, ma Camilla le concede due opzioni: o andare da Alex e raccontargli tutto quanto, oppure...fare in modo che Alex riabbia il braccialetto senza che lui sappia chi glielo ha restituito. Penny sceglie purtroppo la seconda opzione. Penny mette il braccialetto in una busta, scrive il nome del destinatario e si intrufola nella reception per imbucare la busta, ma si nasconde poco dopo per non essere scoperta da un receptionist. Alla fine, riesce a mettere la busta nella casella. Alex cerca di finire il testo di Nicole, perché infatti non aveva terminato di scriverlo. Ma Alex non si arrende, perché fra poco comincia il talent, e si appoggia sull'aiuto di Emma. Matt e Ray dedicano una canzone, "Truth or Dare" riarrangiata, alle rispettive ragazze, Rebecca ed Emma, ma Rebecca non si accontenta: non sa se Matt direbbe a tutti che lei è la sua ragazza anche senza un pianoforte. Linda, Giada e Samantha fanno un po' di meditazione in modo da pensare a un altro piano per risvegliare Nicole. Alla fine, Linda riesce ad inventare un nuovo piano: trovare un principe azzurro che risvegli Nicole con il bacio dell'amore infinito. Il principe azzurro deve essere alto, bello, ricco e deve saper ballare. L'unico a rispecchiare tutti questi ideali è...Rodolfo, il cugino di Matt. Alex non riesce a trovare le ultime parole del testo di Nicole, mentre Emma, ormai stanca, propone ad entrambi una pausa e un pizzico di sano riposo. Penny riesce a fare la conoscenza di Alex mentre canta "Music speaks" sul terrazzo dell'hotel. Penny non vuole dire ad Alex perché si trova lì, ma gli confessa che vorrebbe tanto iscriversi al M.A.R.S. Alex si scusa per averla trattata male nella hall il giorno prima e rivela a Penny perché vorrebbe conoscere l'identità della ragazza che ha aiutato Nicole: è l'ultima persona con cui ha parlato Nicole e Alex vorrebbe tantissimo sapere quali sono le ultime parole che ha detto Nicole alla sua salvatrice. Penny riceve la chiamata di sua mamma, ma non le risponde e lascia Alex da solo. Camilla cerca di convincere Penny a raccontare tutto ad Alex perché ha le prove, ma in realtà Penny ha seguito ingenuamente il consiglio di Camilla e ha spedito il braccialetto di Nicole ad Alex. Penny crede di essere ancora in tempo per riprendersi la busta e allora si intrufola di nuovo nella reception. Ma questa volta una receptionist la scova e la coglie in flagrante mentre si riprende la busta. Penny non può far altro che dire alla receptionist che il destinatario è il suo idolo e deve fargliela avere a tutti i costi. La donna si prende l'incarico di recapitare al più presto la busta al suo destinatario, ma prima Penny scrive sul retro della busta le ultime parole di Nicole: "The Universe owes you one", ovvero "L'Universo ti deve un favore". Linda e Samantha, all'ospedale, attendono Giada, perché l'hanno mandata a prendere Rodolfo. Ma Giada non riesce a resistere al fascino di Rodolfo e gli dice che è lei la principessa addormentata che dovrà baciare, mandando all'aria il piano di Linda. Giada posta una foto assieme a Rodolfo sul suo profilo e, dopo l'ennesimo fallimento, Linda si stanca e decide di espellere per sempre Giada dalle Lindas, minacciando Samantha di fare la stessa fine se metterà like alla foto di Giada e Rodolfo. Anche questo piano geniale di Linda è stato sventato. Alex riceve la lettera di Penny, senza sapere che è stata lei a mandargliela e, vedendo la frase sul retro della busta, capisce che quelle erano le ultime parole di Nicole e trova l'ispirazione per finire il testo della sua canzone. Alex cerca di capire dal receptionist chi abbia mandato quella lettera, ma non è lui la persona che aveva preso la busta dalle mani di Penny, infatti si trattava di una donna che aveva finito il turno poco prima. "The Talent World" è cominciato e Alex Leoni si esibisce con la canzone di Nicole, che ha intitolato "The Universe owes you one". Penny e Camilla sono riuscite a compiere alla perfezione la loro missione! Invece, Nicole, sorvegliata da Emma, muove un dito...

## Episodio Speciale 4

### Trama
Emma corre in fretta e furia dalla dottoressa per dirle che Nicole ha mosso il dito, ma non c'è nessuna novità sul suo stato: Nicole ha veramente mosso il dito, ma è stato solo un riflesso involontario e non è un segno del suo risveglio. Alex riesce a superare le semifinali di "The Talent World" grazie alla canzone di Nicole e dedica il successo a Nicole. Ma purtroppo, c'è un imprevisto: forse Bakia non sarà presente sul palco di "The Talent World" il giorno della finale. Ma Alex ha deciso di rimanere lì finché non sarà sicuro al 100% che Bakia non sarà presente al talent. Emma comunica la spiacevole notizia ai ragazzi, cosicché loro si sentono in dovere di fare qualcosa. Emma ha un'idea: fare una cover di "Live it up!" e appena diventa virale, sarà Bakia a cercarli. Ma si dovrà fare un video per la cover, e non sanno né come farlo né dove. Però Matt ha già un'idea di dove girare il video. Matt porta Rebecca, Ray ed Emma nella sua villa; Matt ha finalmente il coraggio di imporre la sua volontà sui suoi genitori e rivelare loro che Rebecca è la sua ragazza e che Ginevra non gli è mai piaciuta. Al primo rifiuto, Matt si ribella e dimostra di non essere più un burattino di 5 anni che deve fare tutto quello che i suoi genitori vogliono che faccia. Sicché, Sonja e Arturo si mostrano orgogliosi di loro figlio e felici perché è diventato un uomo, anzi gli permettono anche di girare il video nella villa assieme ai suoi amici. Alex cerca di sapere se Bakia ha riconfermato, ma purtroppo quelli del talent gli dicono che Bakia ha annullato tutto, ma gli dicono anche qualcos'altro di molto più importante: Bakia si trova nello stesso hotel dove alloggia Alex! Bakia vede su Internet la cover che Emma, Ray, Matt e Rebecca hanno girato per Nicole, e si commuove. Ma Freddy la invita a concentrarsi sul concerto che sta per tenere fra pochi giorni in Malaysia e non pensare al post che vorrebbe mandare a Nicole. Alex cerca di ottenere dal receptionist il numero di stanza di Bakia, ma ovviamente non glielo dà. Il direttore dell'hotel, che riconosce Alex perché le sue figlie sono pazze di lui, non gli dà il numero di stanza di Bakia ma chiama per chiedere se può riceverlo. Freddy risponde alla chiamata del direttore e rifiuta di concedere ad Alex la possibilità di parlare con Bakia. In realtà è stato Freddy Wolf ad annullare la partecipazione di Bakia a "The Talent World". Ormai, Alex non può più fare nulla e ha deciso di mollare tutto e tornare a casa, ma fuori dall'hotel incontra Penny, che è diventata ormai una sua grande amica, e Alex rivela a Penny perché è andato a "The Talent World". Subito dopo, la saluta per l'ultima volta, ma non prima di averle suggerito di seguire i suoi sogni e iscriversi al M.A.R.S. Penny capisce che il sogno di Alex è molto importante e gli rivela il numero di stanza di Bakia. Correndo per andare alla suite di Bakia, Alex fa cadere il bracciale di Nicole e Penny lo richiama indietro per dirgli che ha fatto cadere per terra il braccialetto di Nicole. Alex si intrufola nella stanza di Bakia fingendosi un cameriere e riesce finalmente a parlarle. Alex rivela a Bakia che il più grande desiderio della sua ragazza, Nicole, è che il suo idolo Bakia canti la sua canzone. Alex riesce a lasciare il quadernetto di Nicole a Bakia, ma all'improvviso spunta fuori Freddy Wolf che caccia via dalla suite Alex. Cosa farà Bakia? Linda va da Nicole in ospedale e le confessa che senza di lei, non sa cosa fare. In lacrime, Linda le dice che Nicole è l'unica a riuscire a farle testa. Alex si esibisce a "The Talent World" con la canzone di Nicole e, a sorpresa di tutti, sbuca sul palco Bakia, che ha deciso di cantare assieme ad Alex in onore di Nicole. L'esibizione di Bakia ed Alex è spettacolare, e lascia tutti a bocca aperta. Mentre intanto, Linda confessa a modo suo che vuole davvero bene a Nicole, nonostante le sue cattiverie, e ha bisogno di lei. Si scopre così che anche Linda ha un lato buono. Grazie a questa esplosione di emozioni, Alex e Bakia che cantano insieme "The Universe owes you one", la canzone di Nicole, e la confessione sincera di Linda, Nicole riapre gli occhi e si risveglia! Linda è contenta e informa l'infermiera che Nicole si è risvegliata. Bakia racconta al pubblico come ha fatto Alex a convincerla a cantare con lui e dedica la performance a Nicole. Purtroppo, però, non è previsto dal regolamento di "The Talent World" che i concorrenti duettino con delle celebrità, e perciò...Alex Leoni è eliminato dalla gara, con il dispiacere di tutti! Alex pensa sia giusto e ringrazia tutti per il sostegno. Dietro alle quinte, Alex riceve una chiamata...è Nicole! Alex può finalmente lasciare l'hotel e tornare dalla sua amata, ma non prima di aver salutato la sua grande amica Penny. Alex esorta Penny a non rinunciare ai suoi sogni, anche se non vuole iscriversi al M.A.R.S per qualche ragione che non vuole affatto dirgli, e infine sale sull'autobus per il ritorno. Ma, guardando il braccialetto di Nicole, Alex capisce qualcosa: dopo che gli era caduto il bracciale, Penny l'aveva richiamato dicendogli che gli era caduto per terra il braccialetto di Nicole, ma Alex non le aveva mai detto che quello era di Nicole. Sicché, da dentro l'autobus, prende la giacchetta, che è proprio color indaco, il colore preferito di Penny, e quando Penny annuisce da fuori lasciando intendere che la giacchetta è sua, Alex capisce che è Penny la ragazza che ha salvato la vita a Nicole, dicendole che l'Universo le deve due favori e la saluta, forse per l'ultima volta...Penny prende la sua decisione e chiama Camilla per dirle che ha deciso che loro due faranno domanda al M.A.R.S! Alex torna da Nicole e, dopo averle rimesso al polso il bracciale di "Together Forever", si danno un bellissimo bacio appassionato. Alex e Nicole staranno per sempre e sempre insieme...